# Pałac w Wołowie
Pałac w Wołowie –  zabytkowy pałac w Wołowie – mieście w południowo-zachodniej Polsce, w województwie dolnośląskim, w powiecie wołowskim, leżące na Wale Trzebnickim na Dolnym Śląsku.

## Historia
Obiekt wybudowany w drugiej połowie XVIII w. przebudowany w końcu XIX w.